# 13928 Aaronrogers
13928 Aaronrogers este un asteroid din centura principală de asteroizi.

## Descriere
13928 Aaronrogers este un asteroid din centura principală de asteroizi. A fost descoperit pe 26 octombrie 1987 la Flagstaff de Edward L. G. Bowell. Asteroidul prezintă o orbită caracterizată de o semiaxă mare de 2,33 ua, o excentricitate de 0,24 și o înclinație de 4,1° în raport cu ecliptica.